# Lasioglossum mirifrons
Lasioglossum mirifrons är en biart som först beskrevs av Cockerell 1939.  Lasioglossum mirifrons ingår i släktet smalbin, och familjen vägbin. Inga underarter finns listade i Catalogue of Life.